# William Coales
William Coales (Aldwinkle, Northamptonshire, 8 de gener de 1886 – Sudbury, Suffolk, 19 de gener de 1960) va ser un atleta anglès que va competir a començaments del segle xx.
El 1908 va prendre part en els Jocs Olímpics de Londres, on guanyà la medalla d'or en la cursa dels tres milles per equips, formant equip amb Joe Deakin, Archie Robertson, Harold A. Wilson i Norman Hallows. El mateix dia va córrer les sèries de les cinc milles, però quedà eliminat.